# Charaxes distanti
Charaxes distanti är en fjärilsart som beskrevs av Eduard Honrath 1885. Charaxes distanti ingår i släktet Charaxes och familjen praktfjärilar. Inga underarter finns listade i Catalogue of Life.

## Bildgalleri

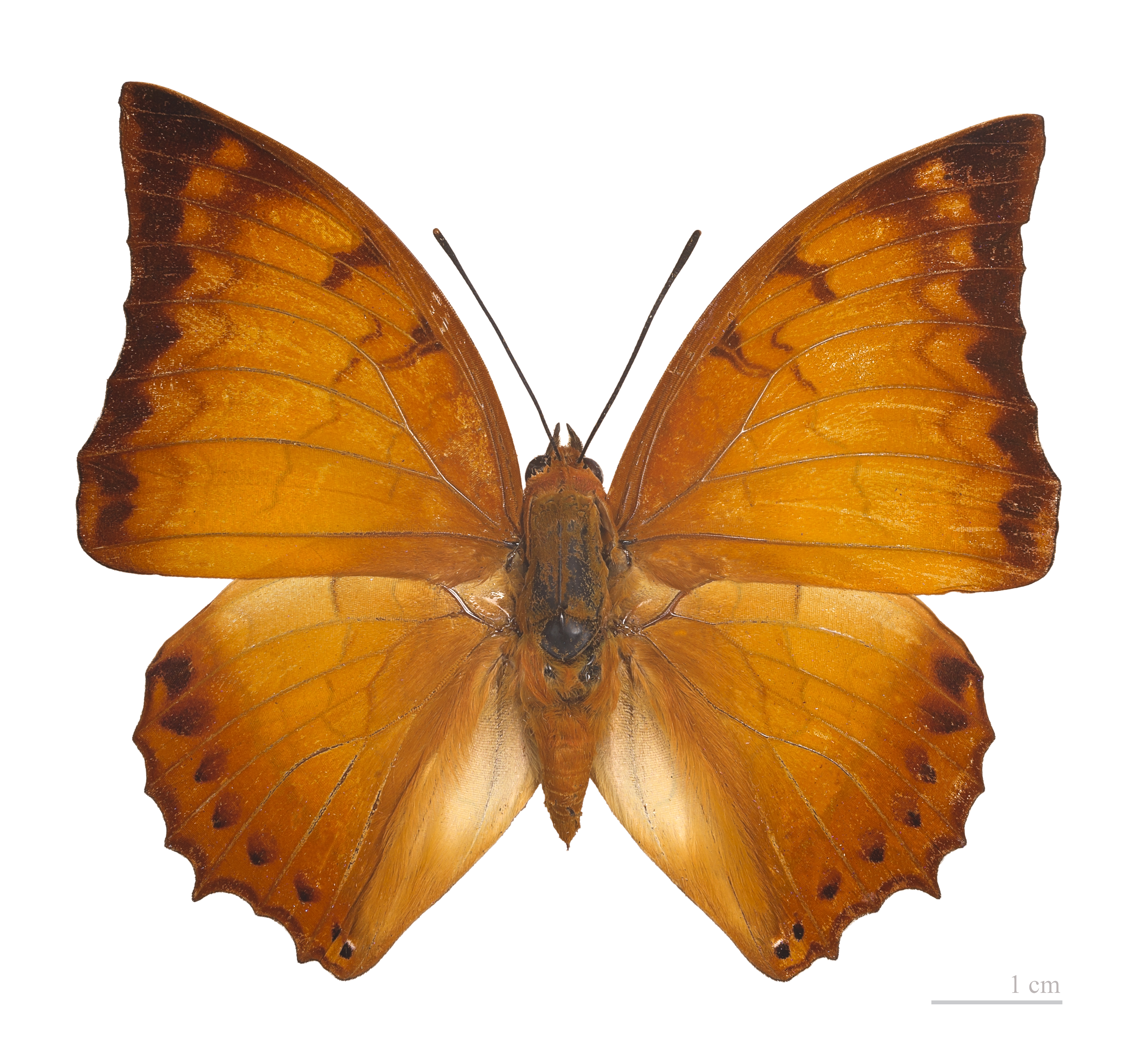
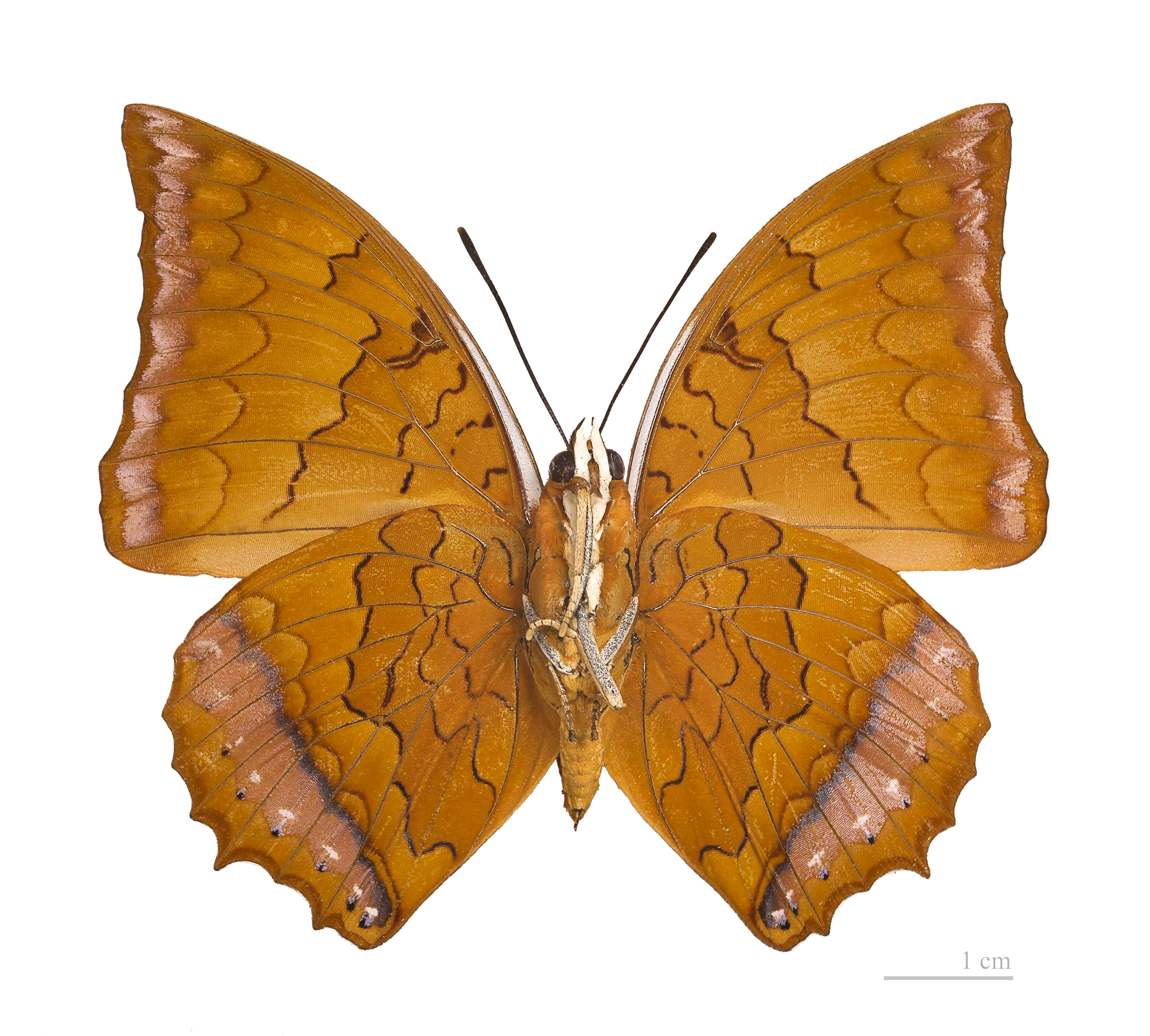
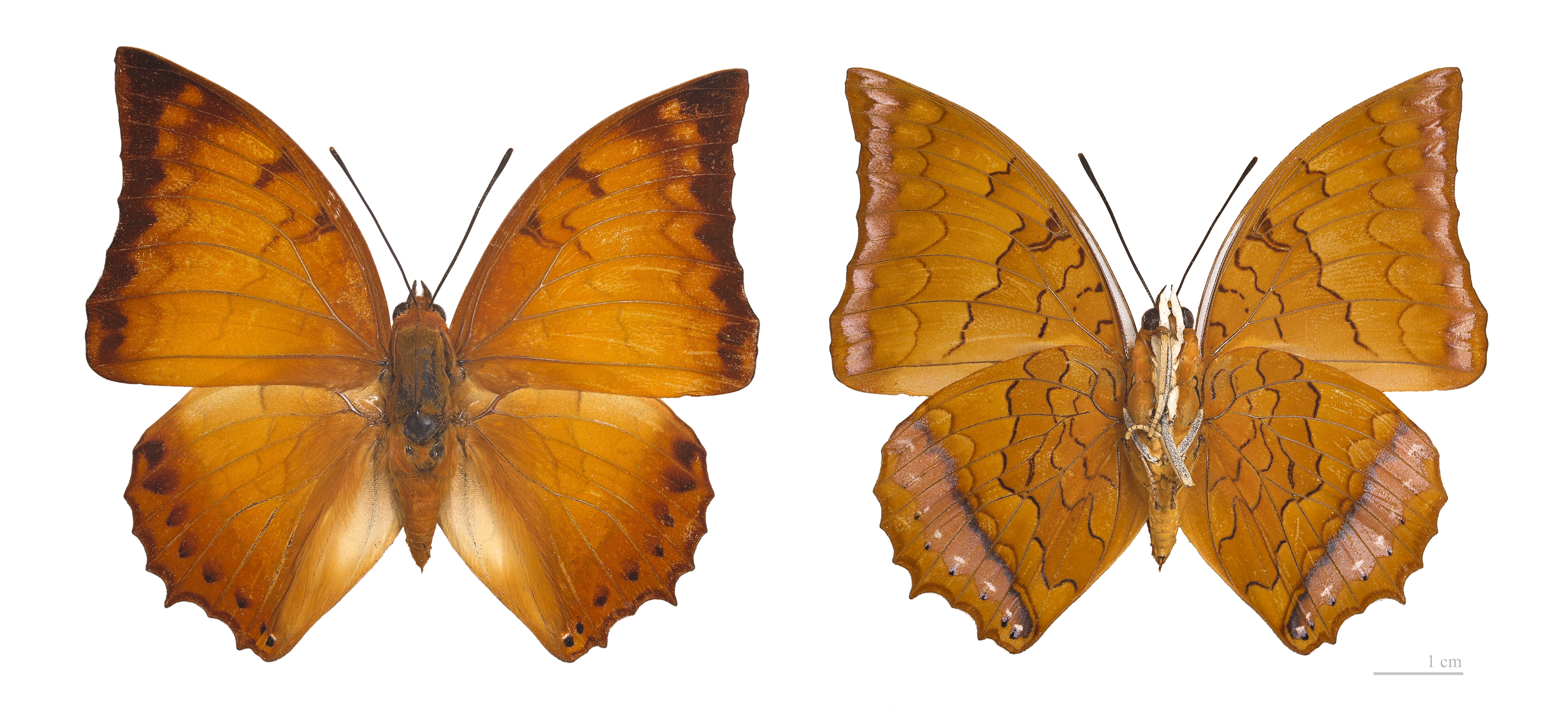